# Julodis pubescens
Julodis pubescens ist ein Käfer aus der Familie der Prachtkäfer  (Buprestidae) und der Unterfamilie der Julodinae. Die Gattung Julodis ist in Europa mit sechs Arten vertreten. Die Art Julodis pubescens tritt außer in der von Olivier beschriebenen Nominatform noch in der Unterart Julodis pubescens yveni auf, die Mannerheim 1837 als Julodis ivenii beschrieben hat.

## Bemerkung zum Namen und zu Synonymen
Die Art wurde erstmals 1790 von Olivier unter dem Namen Buprestis pubescens beschrieben. Die französische Kurzbeschreibung beginnt Bronzé, pubescent (bronzefarbig, flaumhaarig). So erklärt sich der Artname pubescens (lat. pubeszent, flaumhaarig).
Eschscholtz teilte 1829 die Gattung Buprestis. Die Arten ohne Schildchen, deren Brust flach und der Körper behaart ist, fasste er zur Gattung Jalodis (Julodis) zusammen. Nach Schenkling müsste der Gattungsname Julodis korrekterweise Iulódis heißen, ist von altgr. ιουλώδης (iulódes) abgeleitet und bedeutet dem Iulus, Tausendfuß ähnlich.
Mannerheim berichtet dagegen, dass Eschscholtz selbst handschriftlich den Namen Julodis in der Mannerheim überreichten Ausgabe seines Entomologischen Atlas zu Jalodis änderte. Mannerheim interpretiert diese Änderung jedoch als Versehen von Eschscholtz und erklärt den Namen Julodis mit altgr. ιόλος (iólos, Fell), in Anspielung an das auch von Eschscholtz genannte Gattungsmerkmal der starken Behaarung der Arten der Gattung. Auch Marseul leitet den Namen von altgr. ιουλώδης (iulódes) ab, was er jedoch auf ióulos, poil (frz. Haare) zurückführt.
Da die Art erstmals von Olivier beschrieben wurde, nannten einige Autoren den Käfer auch Julodis Olivieri (die von Olivier beschriebene Julodis). Außerdem beschrieb 1832 Brullé einige biologische Merkmale des Käfers unter dem Namen Buprestis onopordinis. Aus der Nennung der Synonyme durch Brullé geht hervor, dass Brullé bewusst Bemerkungen zum Käfer Buprestis pubescens von Olivier machte, jedoch der Auffassung war, dass der Name von Olivier nicht korrekt gewählt worden sei, weil der Käfer schon 1801 durch Fabricius als Buprestis onopordinis beschrieben worden sei. Deswegen benannte Brullé den Käfer entsprechend der seiner Meinung nach älteren Beschreibung des Käfers. Brullés Annahme ist jedoch falsch, bei der von Fabricius beschriebenen Buprestis onopordinis handelt es sich um einen anderen Käfer. Julodis onopordinis Brullé dagegen ist ein Synonym zu Julodis pubescens. Dieser Sachverhalt wurde von einigen älteren Autoren durch den Namen Julodis Brullei (die von Brullé, nicht von Fabricius beschriebene Julodis onopordinis) für unseren Käfer ausgedrückt.
Mannerheim übernimmt bei der Beschreibung der Unterart Julodis pubescens yveni den Gattungsnamen Ivenii aus dem dritten Katalog zu Dejeans Käfersammlung. Dort ist der Fundort Candia (Kreta) angegeben sowie der Name Bartels vermerkt. Sowohl bei Mannerheim als auch bei Dejean findet sich kein Hinweis zu den Namen Bartels oder Iveni. Bei BioLib wird ivenii durch misspelling (falsche Schreibweise) von yveni erklärt. Der Lepidopterologe A.F. Hüber nennt eine von ihm beschriebene Schmetterlingsart Noctua iveni zu Ehren des Petersburger Arztes und Entomologen C. Iven.
1923 beschrieb Obenberger die Variation cretica. Julodis pubescens cretica wird als Synonym zu Julodis pubescens yveni angesehen. Sowohl bei Mannerheim als auch bei Marseul wurde der Käfer nicht als Unterart, sondern als eigene Art Julodis yveni geführt.

## Eigenschaften des Käfers
| |                     |
| Abb. 1: Julodis pubescens pubescens Seitenansicht                                                                                                |                     |
| |                     |
| Abb. 2: Julodis pubescens pubescens Aufsicht |                     |
| |                     |
| Abb. 3: linke Flügeldecke, Struktur der Rippen S Flügeldeckennaht, 1–5 Rippen, durchgezogene Li- nie: Hauptrippe, gestrichelte Linie Nebenrippen |                     |
| |                     |
| Abb. 4: Julodis pubescens yveni Aufsicht |                     |
| |                     |
| Abb. 5: J. pubescens yveni Aufsicht und Unterseite                                                                                               |                     |
| |                     |
| Abb. 6: Kopulationsversuch | Abb. 7: Vorderseite |

Der länglich ovale Käfer erreicht eine Körperlänge bis zu 35 Millimetern bei einer Breite von dreizehn Millimetern, die Männchen sind deutlich kleiner als die Weibchen (Abb. 6). Im Querschnitt ist der Käfer annähernd rund. Der Käfer ist einfarbig dunkel bronzefarben, die Unterseite etwas dunkler. Die Körperfarbe kann aber einen grünlichen oder violetten Schimmer haben, besonders bei der Unterart yveni. Der Käfer ist stellenweise lang silbergrau flaumig leicht abstehend behaart. Auf den Flügeldecken ist die Behaarung kürzer bis kurz und liegend. Auf der Oberseite ist die Behaarung eher spärlich, auf der Unterseite kann sie stellenweise recht dicht sein (Abb. 1).
Der Kopf ist gesenkt und nur wenig in den Brustabschnitt zurückgezogen. Er ist grob runzelig punktiert. Die seitlich stehenden Augen sind oval, nur wenig vorstehend und liegen deutlich vor dem Halsschild (Abb. 6, 7). Das Endglied der viergliedrigen Kiefertaster ist länger, und abgestutzt eiförmig. Das Endglied der dreigliedrigen Lippentaster ist kegelförmig und abgestutzt. Die kräftigen Oberkiefer sind wenig gebogen, mit einfacher Spitze und am Innenrand mit einem kleinen stumpfen Zahn versehen. Die elfgliedrigen Fühler sind dunkel bronzefarben und vom fünften Glied an deutlich nach innen gesägt, das vierte Glied ist kürzer als das dritte und es ist bereits dreieckig. Das zweite Fühlerglied ist sehr klein. Die Fühler sind kürzer als Kopf und Halsschild zusammen.
Der Halsschild ist viel breiter als lang. Er verengt sich nach vorn, die abgerundeten Vorderwinkel sind nach unten gebogen und von oben nicht sichtbar. Er ist stark gewölbt und grob und narbig punktiert, die erhabenen Stellen glänzen. Nahe der Basis verläuft bei der Nominatform eine etwas erhabene, unregelmäßige und glänzende Mittellinie (Abb. 2). Der Halsschild ist wenig konvex und an seiner Basis erweitert, die Hinterwinkel sind spitz. Die Basis des Halsschildes ist vor jeder Flügeldecke konkav geschwungen, in der Mitte in einer stumpfen Spitze nach hinten gezogen. Sie schließt dicht an die Flügeldecken an, die an ihrer Basis nur wenig breiter als der Halsschild sind. Bei der Unterart Julodis pubescens yveni hat der Halsschild einen grüngoldenen Schimmer und die Mittellinie ist auch an der Basis nicht ausgebildet (Abb. 4).
Das Schildchen ist nicht sichtbar. Bei flüchtiger Betrachtung kann die abgerundete Spitze an der Mitte der Basis des Halsschilds, die nach hinten leicht erhöht ist, als Schildchen fehlinterpretiert werden (Abb. 2 und 4).
Die Flügeldecken sind vier Mal so lang wie der Halsschild. Der Rand ist untergebogen und über den Hinterschenkeln ist er deutlich konkav eingeschnitten (Abb. 6). Sie enden in einer abgerundeten Spitze. Sie sind noch grober runzelig strukturiert als der Halsschild. Solange der junge Käfer noch mehlig bestäubt ist, kann man deutlich fünf Rippen erkennen. Jede Rippe wird durch zwei Punktreihen in eine Hauptrippe (in Abb. 3 durchgezogenen Linie) und zwei Nebenrippen (in Abb. 3 gestrichelte Linien) zerlegt, wobei nur die Hauptrippe rippenartig erhöht ist. Die erste Rippe (in Abb. 3 ockerfarben, 1) verschmilzt nach dem ersten Drittel mit der kielartig erhöhten Flügeldeckennaht (in Abb. 3 grün, S). Die dritte und vierte Rippe (in Abb. 3 blau, 3 und 4) vereinen sich am Ende, bevor sie auf die zweite Rippe (in Abb. 3 pink, 2) treffen, die fünfte Rippe (in Abb. 3 rot, 5) ist an der Basis verkürzt. Sobald beim älteren Tier der Staub auf den Flügeldecken abgerieben ist, sind die Rippen nur undeutlich erkennbar, am ehesten durch die in Streifen verdichtete Behaarung zwischen den Rippen. Diese Behaarung ist bei der Nominatform flaumig und teilweise abstehend (Abb. 2), bei der Unterart yveni dagegen sehr kurz und anliegend (Abb. 4). Bei yveni können die Flügeldecken einen violetten oder grünen Schimmer haben und die Punktierung wirkt mehr netzförmig.
Die Vorderbrust ist mit einem ziemlich schmalen, hinter den Vorderhüften etwas erweitertem Fortsatz gegen die Mittelbrust ausgestattet. Dieser Fortsatz ruht in einer Aussparung der Mittelbrust. Bei der Unterart yveni sind die mittleren Hinterleibssegmente im letzten Fünftel grün schimmernd (Abb. 5 rechts).
Die Beine sind ebenfalls grob punktiert. Die kugeligen Vorderhüften liegen nahe beieinander. Die ebenfalls kugeligen Mittelhüften sind etwas voneinander entfernt. Die Hinterhüften sind quer, nach innen verbreitert und hinten deutlich ausgeschnitten. Die Schienen sind nur wenig länger als die Schenkel und die Tarsen, sie enden in zwei kurzen Zähnen. Die Glieder der fünfgliedrigen Tarsen sind breit, das Klauenglied ist länglich viereckig, wenig länger als das vorletzte Glied.

## Biologie
Die Käfer fliegen schwerfällig. Sie werden von Anfang April bis Ende Juli auf verschiedenen Pflanzen angetroffen. Gerne klammern sie sich an den Rispen von Gräsern fest, häufig zu mehreren. Die Weibchen legen ovale weißliche Eier, die an beiden Enden gleich dick sind. Vor der Eiablage ist der Hinterleib der Weibchen so angeschwollen, dass er unter den Flügeldecken hervorquillt. Die Eier werden in den Boden abgelegt, die Larven fressen an den Wurzeln verschiedener Bäume, Sträucher und Kräuter.

## Verbreitung
Die Unterart Julodis pubescens yveni kommt endemisch auf Kreta vor. Die Nominatform kommt in Europa nur in Griechenland, auf den Griechischen Inseln (außer Kreta) und im europäischen Teil der Türkei vor.